# Alain Gagnon
Pour les articles homonymes, voir Alain Gagnon (homonymie) et Gagnon.
Alain Gagnon est un écrivain québécois né le 8 mars 1943 à Saint-Félicien (Saguenay–Lac-Saint-Jean) et mort le 6 juillet 2017 à Chicoutimi.

## Biographie
Alain Gagnon remporte à deux reprises le Prix fiction roman du Salon du Livre du Saguenay-Lac-Saint-Jean pour Sud (Pleine Lune, 1996) et Thomas K (Pleine Lune, 1998). Trois de ses romans sont par la suite parus chez Triptyque : Lélie ou la vie horizontale (2003), Jakob, fils de Jakob (2004) et Le Truc de l’oncle Henry (2006). 
Il reçoit à quatre reprises le Prix poésie du même salon pour Ces oiseaux de mémoire (Le Loup de Gouttière, 2003), L’Espace de la musique (Triptyque, 2005), Les Versets du pluriel (Triptyque, 2008) et Chants d’août (Triptyque, 2011). 
En octobre 2011, on lui décerne le Prix littéraire Intérêt général pour son essai, Propos pour Jacob (La Grenouille Bleue, 2010).  Il a aussi publié quelques ouvrages du genre fantastique, dont Kassauan et Cornes (Éd. du CRAM) et Le Bal des dieux (Marcel Broquet). On compte également plusieurs parutions chez Lanctôt Éditeur (Michel Brûlé), Pierre Tisseyre et JCL. 
De novembre 2008 à décembre 2009, il a joué le rôle d’éditeur associé à la Grenouille bleue.  Il gère un blogue, qui réunit des chroniqueurs de toutes provenances géographiques et est devenu un véritable magazine littéraire en francophonie :  Le Chat Qui Louche 1 et 2.

## Œuvres

### Romans
- Ilsë, Cercle du Livre de France (Éditions Pierre Tisseyre), 1972
- La Grenouille et le Bulldozer, Cercle du Livre de France (Éditions Pierre Tisseyre), 1973
- La Damnation au quotidien, Cercle du Livre de France (Éditions Pierre Tisseyre), 1979
- Il n'y a pas d'hiver à Kingston, Cercle du Livre de France (Éditions Pierre Tisseyre), 1982
- Le Gardien des glaces, Cercle du Livre de France (Éditions Pierre Tisseyre), 1984 ; réédition dans une version révisée aux éditions SMn, 2008
- Rock, Éditions JCL, 1988
- La Langue des Abeilles, Éditions JCL, 1990
- Gros Lot, Éditions JCL, 1991
- Le Dire de Gros-Pierre, Éditions JCL, 1995
- Sud, Éditions de la Pleine Lune, 1995
- Thomas K, Éditions de la Pleine Lune, 1997
- Almazar dans la Cité, Lanctôt Éditeur, 1999
- Lélie ou la vie horizontale, Éditions Triptyque, 2003
- Jakob, fils de Jakob, Éditions Triptyque, 2004
- Le Truc de l’oncle Henry, Éditions Triptyque, 2006
- Kassauan, Éditions du CRAM, 2008
- Cornes, Éditions du CRAM, 2009
- Le Bal des dieux, Chez Marcel Broquet, La Nouvelle Édition, 2011

### Recueils de nouvelles
- Le Pour et le Contre, Cercle du Livre de France (Éditions Pierre Tisseyre), 1970
- L'Iceberg de Lou Morrison, Éditions Trait d'Union, 2003
- Chroniques d’Euxémie, Éditions du CRAM, 2008
- Les Dames de l'Estuaire - trois novellas, Éditions Triptyque, 2013

### Poésie
- Poèmes de l'homme non né, Cercle du Livre de France (Éditions Pierre Tisseyre), 1975
- Le Jourdain inversé, Cercle du Livre de France (Éditions Pierre Tisseyre), 1977
- L'Absente-Et-Voilà, Éditions JCL, 1985
- Architecturart, Éditions JCL, 1986
- Visiteurs sur la planète bleue, Éditions JCL, 1988
- Chants de la cinquième saison, Éditions JCL, 1992
- Ces oiseaux de mémoire, Éditions Au Loup de Gouttière, 2003
- L’Espace de la musique, Éditions Triptyque, 2005
- Les Versets du pluriel, Éditions Triptyque, 2008
- Chants d'août - proses brèves, Éditions Triptyque, 2011

### Essais
- Propos pour Jacob, éditions de la Grenouille Bleue, 2010
- Fantômes d'étoiles, Chez Marcel Broquet, La Nouvelle Édition, 2015

### Carnets
- Le Chien de Dieu, Éditions du CRAM, 2010

### Autres publications
- Triptyque de l'homme en queste, contes, Cercle du Livre de France (Éditions Pierre Tisseyre), 1971
- Gilgamesh, prose poétique, Éditions JCL, 1986
- Le Ruban de la Louve, contes, Lanctôt Éditeur, 2000

### Parutions dans la presse
- Café rose et chien écrasé, (nouvelle), Montréal, Actualité, août 1972.
- L'Ours, la Bière et l'Hôpital, (récit), Montréal, Perspectives, octobre 1973.
- Du Sakini au Piékouagami, (récit en prose poétique), collection Études et dossiers, Éditeur officiel du Québec, 1977.
- Joyeux Noël, (nouvelle), dans Traces, Éditions Sagamie, 1984.
- Pourquoi lire ? dans le LéZ'Arts, Cahier Culturel du Progrès-dimanche, 2 avril 1995.
- Ces rivières qui remontent le temps, (nouvelle), dans Un lac, un Fjord 1, collectif de l’APES, 1994.
- Le Lac perdu, (nouvelle), dans Un Lac, un Fjord 2, collectif de l'APES, JCL, 1995.
- Natacha et les deux Ivan, (nouvelle), dans Un Lac, un Fjord 3, collectif de l'APES, 1996.
- Le Mal d’Espagne, (nouvelle), dans Un lac, un Fjord 4, collectif de l’APES, 1997.

- À l'été 1998 : Conjointement avec l'artiste peintre Johanne Fleury, une réalisation interdisciplinaire sur le thème des Bernaches – douze tableaux et textes afférents exposés au Musée Louis-Hémon.

### Radio
- Gros-Pierre et Tobie, dramatique de 30 minutes pour Le lundi, c'est dramatique, à la radio FM de la SRC ; réalisateur Robert Trudeau, 20 mai 1996.
- Le Loup des mers (de Jack London), présentation de 30 minutes pour Le mercredi, c'est toute une histoire, à la radio FM de la SRC ; réalisateur Robert Trudeau, 23 octobre 1996.

### Traductions
- Au Cercle du Livre de France, 1976 : Les Communautés portugaises du Canada, in Collection L'héritage du futur ; traduction de An Olive Branch on a Maple Tree, de Grace M. Anderson et David Higgs.
- Aux Éditions JCL, 1997 : L’Invitation, traduction de The Invitation, de Joan Haggerty, David & McIntyre, Toronto, 1994.

## Prix
- Propos pour Jacob, (essai), 2010. (Prix intérêt général du Salon du livre du SLSJ, 2011)
- Chants d'août - proses brèves, (poèmes), 2011. (Prix de la poésie du Salon du Livre du SLSJ, 2012)
- Les Versets du pluriel, (poésie), 2008. (Prix de la poésie du Salon du Livre du SLSJ, 2009)
- L’Espace de la musique, (poèmes), 2005. (Prix de la poésie du Salon du Livre du SLSJ, 2006)
- Ces oiseaux de mémoire, (poèmes), 2003. (Prix de la poésie du Salon du Livre du SLSJ, 2004)
- Sud, (roman), 1995. (Prix fiction-roman du Salon du Livre du SLSJ, 1996)
- Thomas K, (roman), 1997. (Prix fiction-roman du Salon du Livre du SLSJ, 1998)
- Le Gardien des glaces, (roman), 1984. (Prix fiction-roman de la BCP–SLSJ, 1985 — ex-æquo avec Mme Danielle Dubé)
- Géographies premières, (poésie), 2006.  (Finaliste aux Prix littéraires de Radio-Canada)